# David Briggs (Engels musicus)
David Briggs (Bromsgrove (Worcestershire), 1 november 1962) is een Britse organist, componist en hoogleraar. Hij begon zijn carrière als assistent-kathedraalorganist in de kathedraal van Hereford, voordat hij organist werd van Truro en Gloucester Cathedrals. Hij is sterk beïnvloed door Jean Langlais en Pierre Cochereau en wordt beschouwd als een van 's werelds beste improvisatoren en werkt hij nu als concertorganist. Hij is ook een componist van koor- en orgelmuziek en heeft veel orkestwerken voor orgelsolo getranscribeerd, evenals veel van Cochereau's opgenomen improvisaties.

## Carrière
Briggs werd geboren binnen een muzikale familie. Zijn grootvader Lawrence Briggs was meer dan 40 jaar organist in de St Jude's Church in Birmingham en zijn ouders leerden elkaar kennen tijdens het spelen in het Birmingham Hospitals Orchestra.
Hij was koorzanger in St Philip's Cathedral in Birmingham van 1970 tot 1973, waar hij zijn interesse in het orgel begon te ontwikkelen. In 1973 won hij een BBC Television pianowedstrijd en kreeg hij een muziekbeurs voor de Solihull School, waar hij piano, orgel, viool en altviool studeerde. Hij speelde altviool in het Nationaal Jeugdorkest van 1977 tot 1981 en werd in zijn laatste jaar eerste altviool.
Van de Franse organist Pierre Cochereau werden vele opgenomen improvisaties getranscribeerd door Briggs.
Op de relatief jonge leeftijd van 17 werd hij bekroond met een Fellowship of the Royal College of Organists (FRCO) en van 1981 tot 1984 was hij orgelgeleerde aan het King's College in Cambridge. In 1982 en 1983 speelde hij tijdens het bekende Festival of Nine Lessons and Carols, dat door miljoenen mensen over de hele wereld werd gehoord. Ook toerde hij met het collegekoor door Australië, Nieuw-Zeeland, België, Nederland en Duitsland.
In 1983 ontving hij de Countess of Munster Award om interpretatie en improvisatie te studeren bij Jean Langlais in Parijs, met wie hij zijn interesse voor de kunst van het improviseren verder ontwikkelde door zijn transcripties van de opnamen van Pierre Cochereau. Het transcriberen van de opmerkelijke improvisaties van Cochereau's cassette-opnamen duurde elf jaar en Briggs' daaropvolgende uitvoeringen en opnamen ervan leverden hem zijn aanvankelijke bijval op.
In 1993 werd Briggs de eerste Britse organist die de Tournemire-prijs voor improvisatie won op het St Albans International Organ Festival.

### Kathedraalorganist
Briggs verliet de universiteit en werd aangesteld als assistent-organist in de kathedraal van Hereford, waar hij ook dirigent werd van het Hereford Chamber Choir en het Hereford String Orchestra.
Hij werd benoemd tot Organist en meester van de koorzangers (cantor-organist) van de kathedraal van Truro in 1989, voordat hij in 1994 naar de soortgelijke functie in de kathedraal van Gloucester verhuisde. Terwijl hij in Gloucester was, hield hij toezicht op de wederopbouw van het orgel, waaronder de installatie van het 'gedeelde pedaal'. Hierdoor kan het pedaalklavier worden 'gesplitst', wat betekent dat op het linkerdeel de pedaalregisters klinken en het hogere gedeelte kan worden ingesteld om de klank van een van de manualen door te koppelen. Briggs zag ook toe op de installatie van zo'n systeem op het Father Willis-orgel van de Truro-kathedraal tijdens de verbouwing in 1991. In zijn Gloucester-periode dirigeerde hij het Three Choirs Festival.
Toen hij Gloucester in 2002 verliet om een freelance carrière als concertorganist en componist op te bouwen, werd Briggs ‘emeritus-organist’ in de kathedraal van Gloucester. Zijn opvolger in Gloucester was weer, zoals eerder in Truro, de organist Andrew Nethsingha..

### Concertorganist en componist
Briggs wordt beschouwd als een van de beste concertorganisten en improvisatoren van zijn generatie en geeft momenteel les en treedt over de hele wereld op. Hij geeft regelmatig masterclasses aan onder meer het Royal Northern College of Music en de Cambridge University. Hij is ook de componist van meer dan 60 werken, voornamelijk voor koor en orgel.
Hij maakte zijn debuut op de BBC Proms op 14 augustus 2010 als onderdeel van Bach Day, met stukken van Johann Sebastian Bach, sommige oorspronkelijk voor orgel, andere in arrangementen, waaronder Briggs' eigen arrangement van de Orchestral Suite No. 3 in D majeur, BWV 1068.
Van 2012 tot 2017 was Briggs artist in residence in de Cathedral Church of St. James in Toronto, Canada. Zijn verantwoordelijkheden omvatten het geven van recitals voor beroemdheden, het regelmatig spelen van diensten, het componeren van liturgische muziek voor de kathedraal en het werken aan de totstandkoming van een visie voor het muziekprogramma, inclusief het ontwerp en de installatie van een nieuw orgel of orgels en relevante akoestische verbeteringen.
In oktober 2017 werd hij artist in residence in de kathedraal van St. John the Divine in New York.

## Onderscheidingen
Briggs werken zijn meermaals in de prijzen gevallen. Zo was hij de eerste Britse winnaar van de Tournemire-prijs bij het St. Albans International Organ Festival. Bovendien won hij de eerste prijs bij het internationaal improvisatieconcours in Paisley.

## Werken (selectie)
Koor en orgel
- 1990: Truro Eucharist
- 1991: The Music Mountain
- 1996: The Noble Stem of Jesse
- 1997: Holy is the True Light
- 1998: Jubilate Deo
- 1999: O Thou Who Art Unchangeable
- 2000: Magnificat and Nunc Dimittis
- 2002: Messe pour Notre-Dame
- 2003: When in our music God is glorified
- 2004: Regina Coeli
- 2008: Magnificat and Nunc Dimittis for Jesus College, Cambridge

Koor en orkest
- 1997: Te Deum Laudamus
- 2000: Creation
- 2003: Te Deum Laudamus
- 2005: St John Passion

Orgel
- 1999: Marche Episopale
- 2000: Transcription of the Improvised Fugue/Toccata on "I Vow To Thee My Country"
- 2004: Fantasie
- 2005: Trio Sonata

## Discografie
- 1990: Great European Organs No. 16, Priory Records
- 1993: Choral Evensong from Truro Cathedral, Priory Records
- 1994: The Illusionist's Art - Cochereau Transcriptions, Priory Records
- 1995: Great Organ Transcriptions, Kevin Mayhew
- 1996: Popular Organ Music Volume 2, Priory Records
- 1998: Mahler: Symphony No. 5, Priory Records
- 1999: Organ Spectacular, Delos
- 2000: Improvisations II, Briggs Label
- 2000: Great European Organs No. 57, Priory Records
- 2002: Sounds Artistic, Lammas
- 2003: Fanfare I, Priory Records
- 2004: Fanfare II, Priory Records
- 2004: Sounds French, Lammas
- 2006: David Briggs Live!, Pro Organo

- Bibsys: 5058391
- Bibliothèque nationale de France: cb14034145j (data)
- Gemeinsame Normdatei: 134336887
- International Standard Name Identifier: 0000 0000 5518 1284
- Library of Congress Control Number: n85335847
- MusicBrainz: 49b65db4-fe20-4a97-9073-55d33e65ac98
- Nederlandse Thesaurus van Auteursnamen: 070365415
- SNAC: w6jn2gkh
- Système universitaire de documentation: 165874112
- Virtual International Authority File: 49423036
- WorldCat: E39PBJd8fCmxk76ckwFC7BDpfq